# Jérôme Thomas (Boxer)
Jérôme Thomas (* 20. Januar 1979 in Saint-Quentin, Frankreich) ist ein ehemaliger französischer Boxer im Fliegengewicht. Er gewann unter anderem bei den Olympischen Spielen 2000 eine Bronzemedaille, bei den Weltmeisterschaften 2001 die Goldmedaille und bei den Olympischen Spielen 2004 die Silbermedaille.

## Amateurlaufbahn
Jérôme Thomas war Französischer Meister im Halbfliegengewicht der Jahre 1998 und 1999, sowie Französischer Meister im Fliegengewicht der Jahre 2000, 2001, 2002, 2003, 2004, 2006 und 2007.
Nachdem er 1997 die Silbermedaille bei den Junioren-Europameisterschaften gewonnen hatte, erreichte er bei den Europameisterschaften 1998 das Viertelfinale. Dort unterlag er beim Kampf um einen Medaillenplatz gegen Oleh Kyrjuchin. Auch bei den Weltmeisterschaften 1999 konnte er das Viertelfinale erreichen, wo er diesmal gegen Omar Narváez ausschied.
Bei den Europameisterschaften 2000 verlor er im Achtelfinale gegen den Finnen Juho Tolppola, gewann jedoch bei den Olympischen Spielen 2000 eine Bronzemedaille. Nach Siegen gegen Erle Wiltshire, Drissa Tou und José Navarro, war er im Halbfinale gegen Bolat Schumadilow unterlegen. Eine weitere Bronzemedaille gewann er bei den Mittelmeerspielen 2001.
Bei den Weltmeisterschaften 2001 siegte er gegen Andrzej Rżany, Ivanas Stapovičius, Somjit Jongjohor, Alexandar Alexandrow und Wolodymyr Sydorenko, womit er die Goldmedaille gewann und der bis dahin erste französische Amateurweltmeister im Boxen wurde. Zudem gewann er Bronze bei den Europameisterschaften 2002, nachdem er im Halbfinale gegen Aleksandar Aleksandrow verloren hatte.
2003 gewann er die Goldmedaille bei den EU-Meisterschaften und die Silbermedaille bei den Weltmeisterschaften. Nach Siegen gegen Kaoru Murahashi, Mebarek Soltani, Violito Payla und Aleksandar Aleksandrow, war er diesmal im Finale gegen Somjit Jongjohor unterlegen.
2004 gewann er erneut Gold bei den EU-Meisterschaften und erreichte bei den Europameisterschaften das Viertelfinale, wo er gegen Georgi Balakschin ausschied. Bei den Olympischen Spielen 2004 besiegte er Akhil Kumar, Juan Payano, Tulashboy Doniyorov und Fuad Aslanov, ehe er erst im Finale gegen Yuriorkis Gamboa unterlag und daher die Silbermedaille gewann.
2005 schied er bei den Mittelmeerspielen im Viertelfinale und bei den Weltmeisterschaften in der zweiten Vorrunde gegen Andry Laffita aus.
Bei den Europameisterschaften 2006 unterlag er erst im Halbfinale gegen Samir Məmmədov und gewann damit Bronze. Er verlor jedoch in der Vorrunde der Weltmeisterschaften 2007 erneut gegen Georgi Balakschin.
2008 qualifizierte er sich mit dem Erreichen des Finales bei der europäischen Olympiaqualifikation für die Olympischen Spiele 2008. Dort unterlag er jedoch in der Vorrunde gegen Juan Payano.

## Profikarriere
Jérôme Thomas bestritt sein Profidebüt am 20. November 2008. Er blieb in 13 Kämpfen ungeschlagen und wurde dabei Französischer Meister und Mittelmeer-Meister der WBC im Bantamgewicht. Am 28. Januar 2012 verlor er durch Knockout gegen Hassan Azaouagh und beendete daraufhin seine Karriere.